# Maria Kastylijska (królowa Aragonii)
Maria Kastylijska (ur. 14 września 1401 w Segowii, zm. 7 września 1458 we Walencji) – królowa Aragonii, Sardynii, Korsyki oraz Neapolu jako żona Alfonsa V Aragońskiego.
Maria była najstarszym dzieckiem króla Kastylii i Leónu Henryka III i jego żony Katarzyny Lancaster.
We wczesnym dzieciństwie Maria została zaręczona ze swoim kuzynem Alfonsem (ich wspólnym dziadkiem był król Kastylii i Leónu Jan I). Umowę małżeńską podpisano w 1408 roku. Natomiast ceremonia zaślubin młodej pary miała miejsce w katedrze w Walencji 12 czerwca 1415 roku. Para została zaślubiona przez antypapieża Benedykta XIII, który również udzielił dyspensy na ich ślub. Małżeństwo Marii i Alfonsa pozostało bezdzietne.
W związku z tym, że Alfons V często przebywał poza Aragonią, Maria przed długi czas pełniła funkcję regentki. Miało to miejsce w od maja 1420 do listopada 1423 roku i ponownie od 1432 roku aż do śmierci Alfonsa w 1458 roku.